# 草加站
草加站（日语：／ Sōka eki */?）位於日本埼玉縣草加市高砂二丁目，是東武鐵道伊勢崎線（東武晴空塔線）的鐵路車站。車站編號是TS 16。

## 歷史
- 1899年8月27日：開業。
- 1985年（昭和60年）11月：下行高架月台啟用。
- 1986年（昭和61年）11月：上行高架月台啟用。
- 1988年（昭和63年）8月9日：竹之塚站 - 本站間高架複複線化。伊勢崎線首座上下月台設置電梯的車站。松原團地方向設置一條轉向線供本站起訖列車使用。
- 1997年（平成9年）3月25日：本站 - 越谷站間高架複複線化。本站起訖列車延長至越谷站。
- 2010年（平成22年）12月10日：導入發車音樂。
- 2012年（平成24年）3月17日：導入車站編號「TS 16」[2]。
- 2016年（平成28年）8月21日：松原團地方向緩行線線路間的轉向線完成，供竹之塚站 - 本站間列車回送使用[3]。

## 車站結構
本站為島式月台2面4線高架車站，其中外側的1、6號線為通過線，所以月台編號從2號線開始。獨協大學前方向的上下緩行線之間設有轉向線，供部分竹之塚列車回送使用。地面車站時代為2面3線構造，其中下行線為島式月台，中線是上下共用的待避線。
上行通過線外側（東側）有保養機器車庫。車庫連通上行通過線。另外，淺草側有上行急行線轉入上行緩行線的短絡線供保養機器使用。

### 月台配置
| 月台 | 路線         | 方向 | 軌道   | 目的地                                                             |
| ---- | ------------ | ---- | ------ | ------------------------------------------------------------------ |
| 2    | 東武晴空塔線 | 上行 | 急行線 | 北千住、東京晴空塔、淺草、 半藏門線 澀谷、 田園都市線 中央林間方向 |
| 3    | 東武晴空塔線 | 上行 | 緩行線 | 竹之塚、北千住、東京晴空塔、淺草、 日比谷線 中目黑方向             |
| 4    | 東武晴空塔線 | 下行 | 緩行線 | 獨協大學前、北越谷、北春日部、東武動物公園、 日光線 南栗橋方向     |
| 5    | 東武晴空塔線 | 下行 | 急行線 | 新越谷、春日部、東武動物公園、 伊勢崎線 久喜、 日光線 南栗橋方向   |

- 站名標的鄰站表示分為急行線與緩行線。其表現方式與新越谷站及西新井站相同。而同為急行停車站的越谷站與北千住站，前者下行方向準急、區間準急為停靠全站，後者是全月台皆停靠普通列車，因此僅表示緩行線站名。
- 與越谷站不同的是，區間準急、準急、區間急行、急行主要是在早晨與傍晚時段停靠本站待避特急。

## 使用情況
2017年度1日平均上下車人次為87,341人。在伊勢崎線車站當中次於北千住站、新越谷站、東京晴空塔站（包括押上站）排行第4位，也是不與其他路線轉乘的單獨車站當中使用人次最多的一站。
近年1日平均上下車人次以及上車人次的推移如下表。
| 年度               | 1日平均 上下車人次 | 1日平均 上車人次 | 出典     |
| ------------------ | ------------------ | ---------------- | -------- |
| 1960年（昭和35年） | 14,665             |                  |          |
| 1965年（昭和40年） | 34,314             |                  |          |
| 1970年（昭和45年） | 51,064             |                  |          |
| 1975年（昭和50年） | 58,714             |                  |          |
| 1980年（昭和55年） | 56,593             |                  |          |
| 1985年（昭和60年） | 58,134             |                  |          |
| 1989年（平成元年） | 67,315             | 34,181           |          |
| 1990年（平成02年） | 71,420             |                  |          |
| 1993年（平成05年） | 78,934             | 41,671           |          |
| 1998年（平成10年） | 80,093             | 41,531           |          |
| 1999年（平成11年） | 78,937             | 40,913           | [ * 1 ]  |
| 2000年（平成12年） | 78,586             | 40,640           | [ * 2 ]  |
| 2001年（平成13年） | 79,231             | 40,455           | [ * 3 ]  |
| 2002年（平成14年） | 78,781             | 40,151           | [ * 4 ]  |
| 2003年（平成15年） | 80,235             | 40,860           | [ * 5 ]  |
| 2004年（平成16年） | 80,626             | 40,991           | [ * 6 ]  |
| 2005年（平成17年） | 79,915             | 40,614           | [ * 7 ]  |
| 2006年（平成18年） | 78,724             | 39,921           | [ * 8 ]  |
| 2007年（平成19年） | 79,956             | 40,445           | [ * 9 ]  |
| 2008年（平成20年） | 80,689             | 40,631           | [ * 10 ] |
| 2009年（平成21年） | 79,414             | 39,929           | [ * 11 ] |
| 2010年（平成22年） | 79,327             | 39,821           | [ * 12 ] |
| 2011年（平成23年） | 78,433             | 39,474           | [ * 13 ] |
| 2012年（平成24年） | 80,993             | 40,684           | [ * 14 ] |
| 2013年（平成25年） | 82,896             | 41,652           | [ * 15 ] |
| 2014年（平成26年） | 82,844             | 41,578           | [ * 16 ] |
| 2015年（平成27年） | 84,674             | 42,457           | [ * 17 ] |
| 2016年（平成28年） | 85,738             | 42,884           | [ * 18 ] |
| 2017年（平成29年） | 87,341             |                  |          |

## 車站周邊

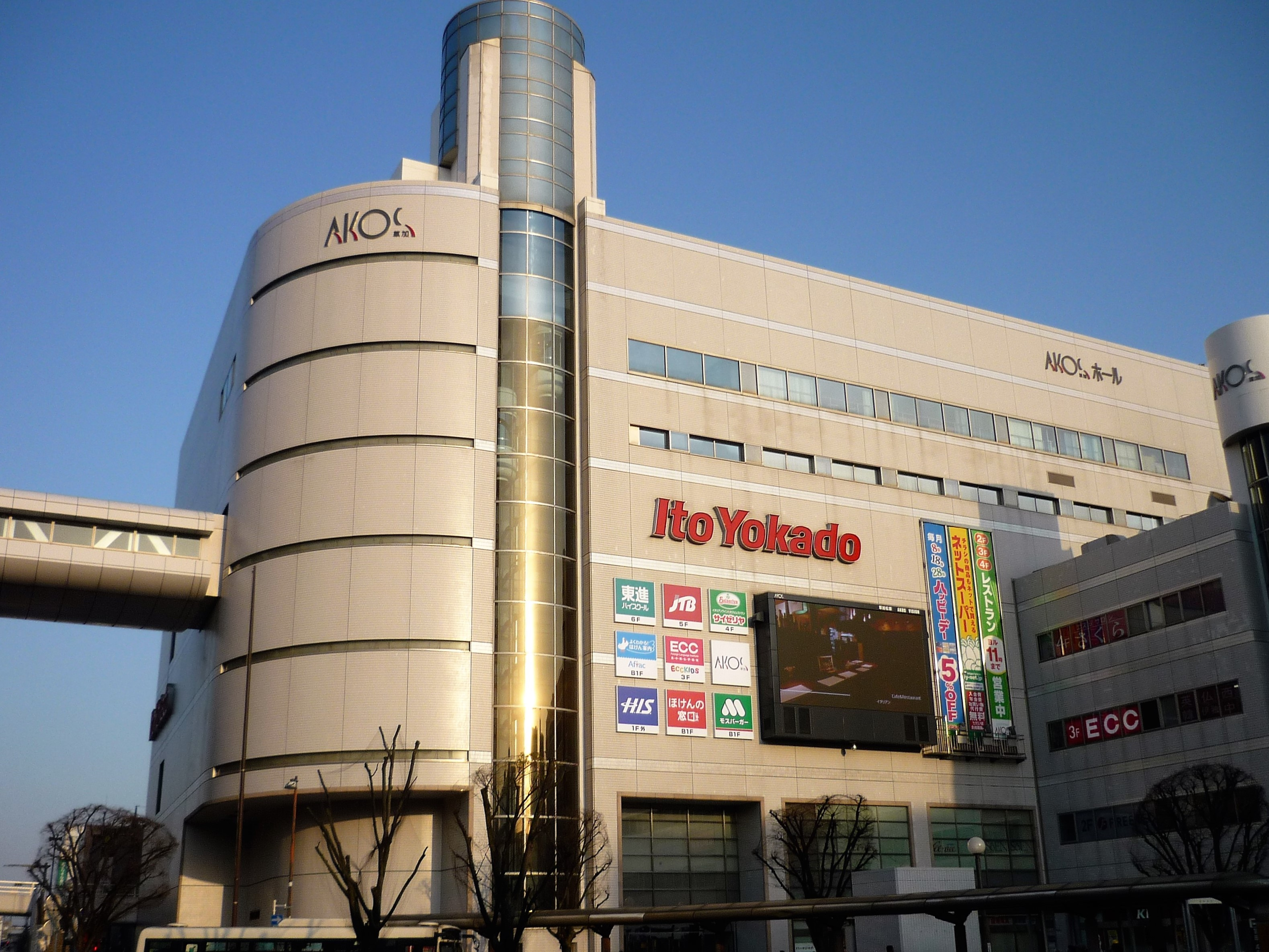
AKOS 伊藤洋華堂草加店

]]
複合設施
- AKOS（日语：アコス）
  - 草加丸井
  - 伊藤洋華堂草加店
  - AKOS HALL

行政
- 草加市役所
- 草加市水道部
- 草加市中央公民館
- 草加市高砂社區中心
- 草加市歷史民俗資料館
- 草加八潮消防局（日语：草加八潮消防局）、草加消防署
- 埼玉縣草加保健所
- 草加警察署（日语：草加警察署）草加站前交番

日本郵政集團事業所
- 中草加郵便局
- 草加住吉郵便局
- 草加冰川郵便局

商業設施
- 草加VARIE（日语：ヴァリエ）（車站大樓）
- 大榮草加店（日语：ダイエー草加店）
- 西友草加店
- TIPNESS（日语：ティップネス）草加店
- MEGALOS（日语：メガロス）草加店

住宿設施
- 東橫INN草加站西口

教育
- 草加市立草加中學校
- 草加市立草加小學校
- 草加市立高砂小學校

## 巴士路線

### 東口
| 乘車處     | 乘車處 | 系統         | 主要行經地                                         | 目的地     | 運行公司                                                       | 備註             |
| ---------- | ------ | ------------ | -------------------------------------------------- | ---------- | -------------------------------------------------------------- | ---------------- |
| 草加站東口 | 1      | 草加01       | 柳之宮、八潮車庫                                   | 八潮站北口 | 東武巴士中央                                                   |                  |
| 草加站東口 | 1      | 草加02       | 伊草團地、綠町三丁目                               | 木曾根     | 東武巴士中央                                                   | 平日夜間         |
| 草加站東口 | 1      | 草加03       | 伊草團地、八潮車庫                                 | 八潮站北口 | 東武巴士中央                                                   |                  |
| 草加站東口 | 1      | 草加04       | 伊草團地、綠町三丁目、八潮市役所、若柳交差點       | 八潮站北口 | 東武巴士中央                                                   |                  |
| 草加站東口 | 1      | 草加05       | 伊草團地、綠町三丁目、木曾根                       | 八潮站南口 | 東武巴士中央                                                   |                  |
| 草加站東口 | 1      | 草加06       | 伊草團地、綠町三丁目、八潮市役所、八潮中央綜合醫院 | 八潮站北口 | 東武巴士中央                                                   |                  |
| 草加站東口 | 2      | 草加09       | 稻荷三丁目、伊草                                   | 八潮團地   | 東武巴士中央                                                   | 有深夜巴士       |
| 草加站東口 | 2      | 草加10       | 稲荷西公園、稲荷四丁目                             | 稲荷五丁目 | 東武巴士中央                                                   |                  |
| 草加站東口 | 3      | 草加12       | 住吉町、谷古宇橋、松原                             | 草加車庫   | 東武巴士中央                                                   |                  |
| 草加站東口 | 3      | 草加17       | 手代町南、山王通                                   | 谷塚站東口 | 東武巴士中央                                                   |                  |
| 草加站東口 | 3      | 草加18       | 手代町南                                           | 山王通     | 東武巴士中央                                                   | 手代町方向末班車 |
| 草加站東口 | 3      | 草加19       | 手代町會館南、手代町南                             | 草加站東口 | 東武巴士中央                                                   | 手代町循環       |
| 草加站東口 | 4      | 機場接駁巴士 | 八潮站北口                                         | 羽田機場   | 東武巴士中央 京濱急行巴士                                      |                  |
| 草加站東口 | 4      | 灰斑鳩號     | 八潮站北口                                         | 成田機場   | 東武巴士中央 東京空港交通 Limousine Passenger Service 千葉交通 |                  |

- 上野站、北千住站發車的深夜急行巴士「Midnight Arrow春日部」、「Midnight Arrow春久喜·東鷲宮」停靠東口。

### 西口
| 乘車處     | 乘車處 | 系統   | 主要行經地                                                 | 目的地           | 運行公司                        | 備註               |
| ---------- | ------ | ------ | ---------------------------------------------------------- | ---------------- | ------------------------------- | ------------------ |
| 草加站西口 | 1      | 川11   | 西町、橫道、新鄉支所、江戶袋                               | 川口站東口       | 東武巴士中央 國際興業           |                    |
| 草加站西口 | 1      | 川12   | 冰川町、新堀、本鄉橋、江戶袋                               | 川口站東口       | 東武巴士中央 國際興業           |                    |
| 草加站西口 | 2      | 草加14 | 草加二丁目、草加市立醫院、苗塚町、安行北谷中央、安行原團地 | 安行出羽         | 東武巴士中央 國際興業           |                    |
| 草加站西口 | 2      | 鳩06   | 西町、橫道、新鄉支所、江戶袋北                             | 鳩谷站東口       | 國際興業                        |                    |
| 草加站西口 | 2      | 草加11 | 德本廣場前、谷古宇橋、松原                                 | 草加車庫         | 東武巴士中央                    | 週六1班            |
| 草加站西口 | 2      | 草加15 | 草加二丁目、草加市立醫院、男女土橋南                       | 獨協大學前站西口 | 東武巴士中央                    | 僅週六日           |
| 草加站西口 | 2      | 草加16 | 冰川上田公園、草加二丁目                                   | 草加市立醫院     | 東武巴士中央                    |                    |
| 草加站西口 | 2      | 草加20 | 西町、橫道、安行北谷、安行原團地                           | 清門西           | 東武巴士中央                    | 平日22時2班        |
| 草加站西口 | 2      | 竹04   | 冰川町、新堀、柳島、竹之塚車庫                             | 竹之塚站西口     | 東武巴士中央                    | 前上後下、上車收費 |
| 草加站西口 | 3      | 草加22 | 冰川町、市營住宅前、遊馬町中、島忠HOME'S                   | 見沼代親水公園站 | 東武巴士中央                    |                    |
| 草加站西口 | 3      | S-1    | 冰川町、草加保健所                                         | 草加市立醫院     | 草加市社區巴士 パリポリくんバス |                    |
| 草加站西口 | 3      | S-1    | 市役所入口、吉町集會所、谷塚站、接觸之里                   | 見沼代親水公園站 | 草加市社區巴士 パリポリくんバス |                    |

- 草加市社區巴士「パリポリくんバス」由東武巴士中央運行。

## 今後計畫
- 因應竹之塚站的交通立體化工程，該站拆除春日部方向轉向線，本站北側緩行線上下線之間增設一條對應8輛編組的轉向線。因此緩行線月台進行改建，上行3號月台在2015年10月9日、下行4號月台在14日將停車位置往淺草方向移動[8]。
- 2021年度以後將設置月台門。

## 相鄰車站
東武鐵道
 東武晴空塔線
■急行、■區間急行、■準急、■區間準急
西新井（TS 13）－草加（TS 16）－新越谷（TS 20）
■普通
谷塚（TS 15）－草加（TS 16）－獨協大學前〈草加松原〉（TS 17）

## 外部連結
- 草加（車站資訊） - 東武鐵道